# 한기희
한기희(韓期姬, ? ~ 496년)는 남북조시대 북위 여창군(黎昌郡) 창려현(昌黎縣) 사람으로 고수생의 아내이자 북제를 건국한 북제 문선제의 조모이다.
군인으로 복무하던 고수생과 결혼하여 496년 고환을 낳았으나 곧 사망하였다. 550년 손자 고양이 북제를 건국하자 한기희는 문목황후(文穆皇后)로 추존되었다.

## 가족
- 부친: 한씨(韓氏, 불명)
- 모친: 불명
- 부군: 문목제(文穆帝) 고수생
- 아들: 신무제(神武帝) 고환
- 장손: 문양제(文襄帝) 고징
- 차손: 문선제(文宣帝) 고양 - 북제 초대 황제.

## 참고
- 韓期姬